# Segelfluggelände Malmsheim

i7
i11
i13
Das Segelfluggelände Malmsheim ist ein Segelfluggelände und ehemaliger Militärflugplatz im Ortsteil Malmsheim der Stadt Renningen im Landkreis Böblingen in Baden-Württemberg. Es liegt direkt nordöstlich von Malmsheim.

## Flugbetrieb
Das Segelfluggelände ist mit einer 807 m langen und 35 m breiten Start- und Landebahn aus Gras (Richtung 08/26) ausgestattet. Es besitzt eine Betriebszulassung für Segelflugzeuge, Motorsegler und Ultraleichtflugzeuge. Der Start von Segelflugzeugen erfolgt per Windenstart oder Flugzeugschlepp. Der Halter und Betreiber des Segelfluggeländes ist der Sportfliegerclub Malmsheim e. V.

## Geschichte

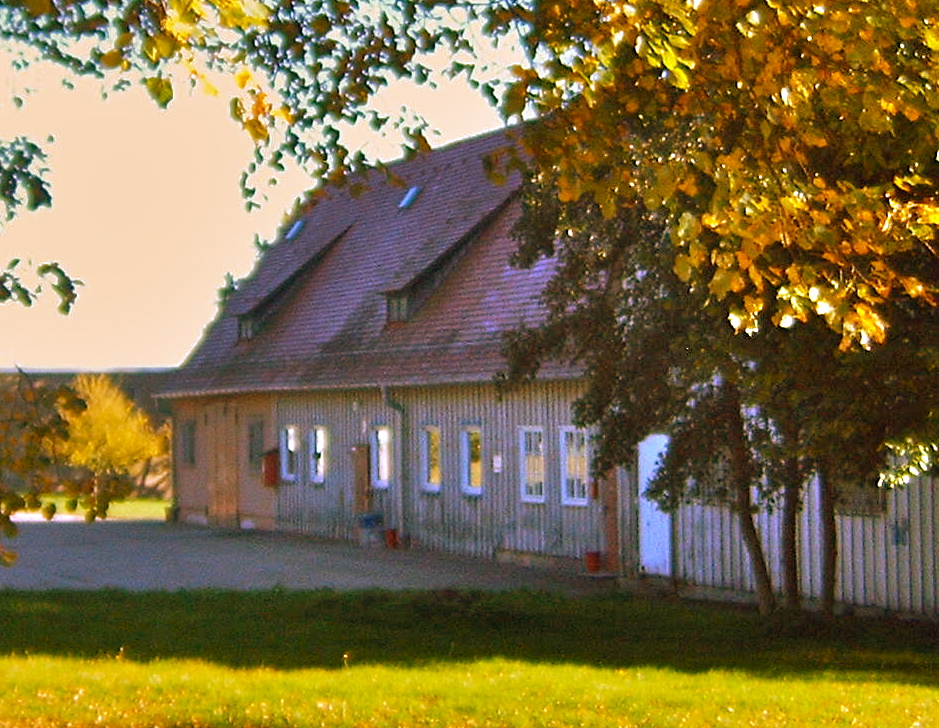
Als „Gutshof“ getarntes Gebäude

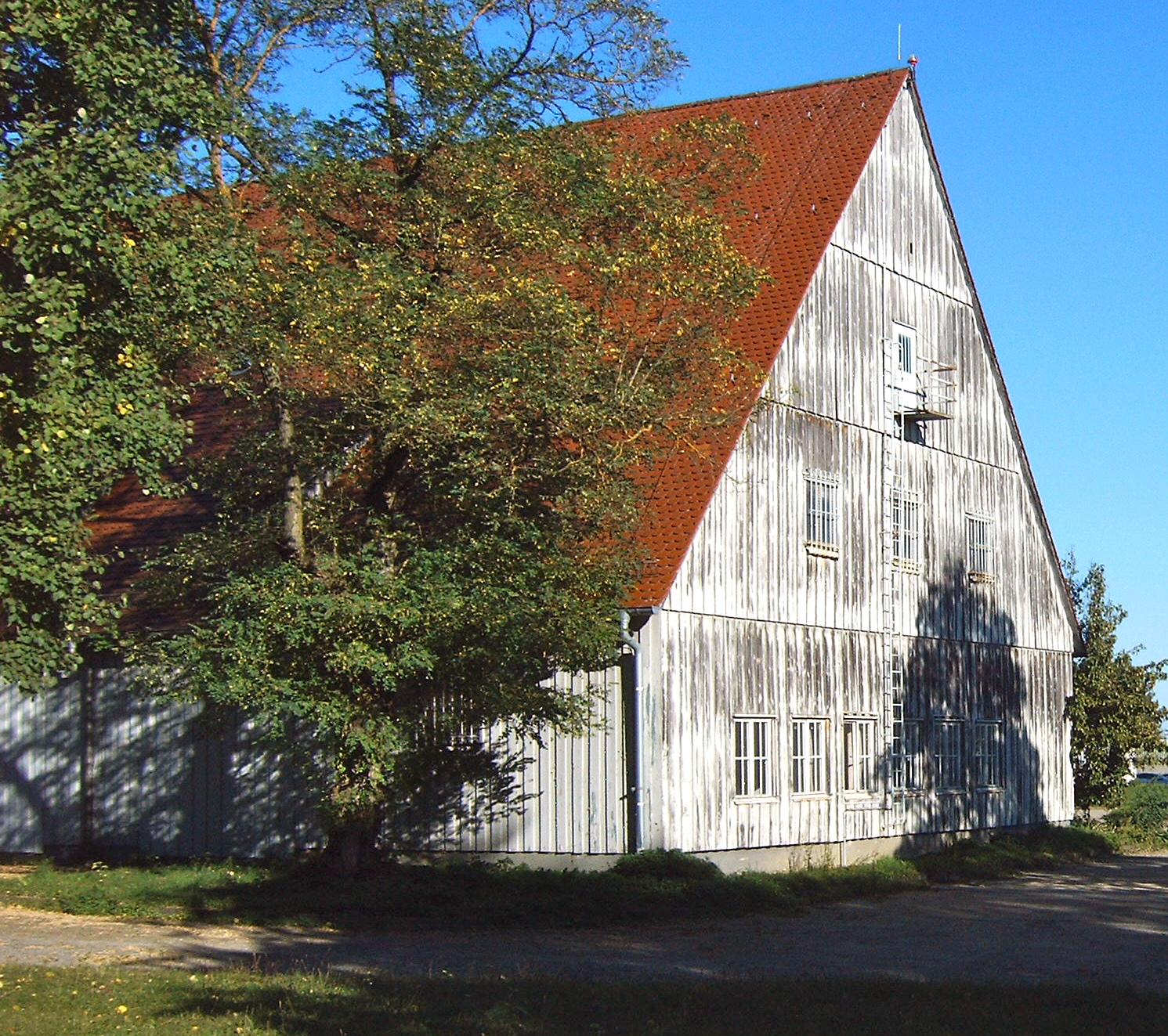
Als „Gutshof“ getarntes Gebäude

Am 13. November 1936 gab die Luftwaffe die Absicht zum Bau eines vorgeblichen Notlandeplatzes bekannt. Bis 1937 wurden die Pisten errichtet, meist in Nachtarbeit. Die Gebäude wurden als Gutshof getarnt; das Gelände wurde durch einen normalspurigen Gleisanschluss mit dem Bahnhof Renningen der Schwarzwaldbahn verbunden.

### Zweiter Weltkrieg
Im Zweiten Weltkrieg war bei Beginn der Invasion Frankreichs die III. Gruppe des Kampfgeschwaders 55 mit Bombern vom Typ Heinkel He 111P hier stationiert. Mit Beginn der Invasion Russlands 1941 stellte die Luftwaffe den Flugbetrieb in Malmsheim ein, und der Platz wurde umfunktioniert zu einer Unterkunft für Kriegsgefangene, die in der Landwirtschaft arbeiteten.
Gegen Kriegsende wiederum waren Teile des Jagdgeschwaders 53 in Malmsheim stationiert.

### Nach dem Krieg
Da nach Kriegsende die US-Truppen zunächst nur kurzzeitig Interesse am Gelände hatten, wurde es ab 1945 zunächst wieder landwirtschaftlich genutzt. Ab dem 31. Januar 1946 wurden Heimatvertriebene auf dem Gelände untergebracht. Mit dem ersten Transport kamen 1.500 Menschen, wobei die Anschlussbahn benutzt wurde. Die vorgesehene Kapazität des Lagers war 11.000 Menschen; die meisten der untergebrachten kamen aus dem Sudetenland. 1948 bekam das Lager eine neue Funktion als Durchgangsstation für heimkehrende deutsche Kriegsgefangene. Im Lager waren auch zeitweilig Displaced Persons untergebracht.
Ab 1951 benutzten die US-Streitkräfte das Gelände wieder militärisch. Die Bundeswehr übernahm mit ihrer Gründung 1955 das Gelände. Zur geplanten Stationierung von Heeresfliegern kam es nicht, ebenso wenig zum zwischenzeitlich geplanten Bau eines Großflughafens. Seit ungefähr Ende der 1950er Jahre nutzen zivile Segelflieger pachtweise einen Teil des Geländes.
1994 stellte der Kfz-Zulieferer Bosch auf dem Flugplatz die Fahrdynamikregelung (ESP) vor.

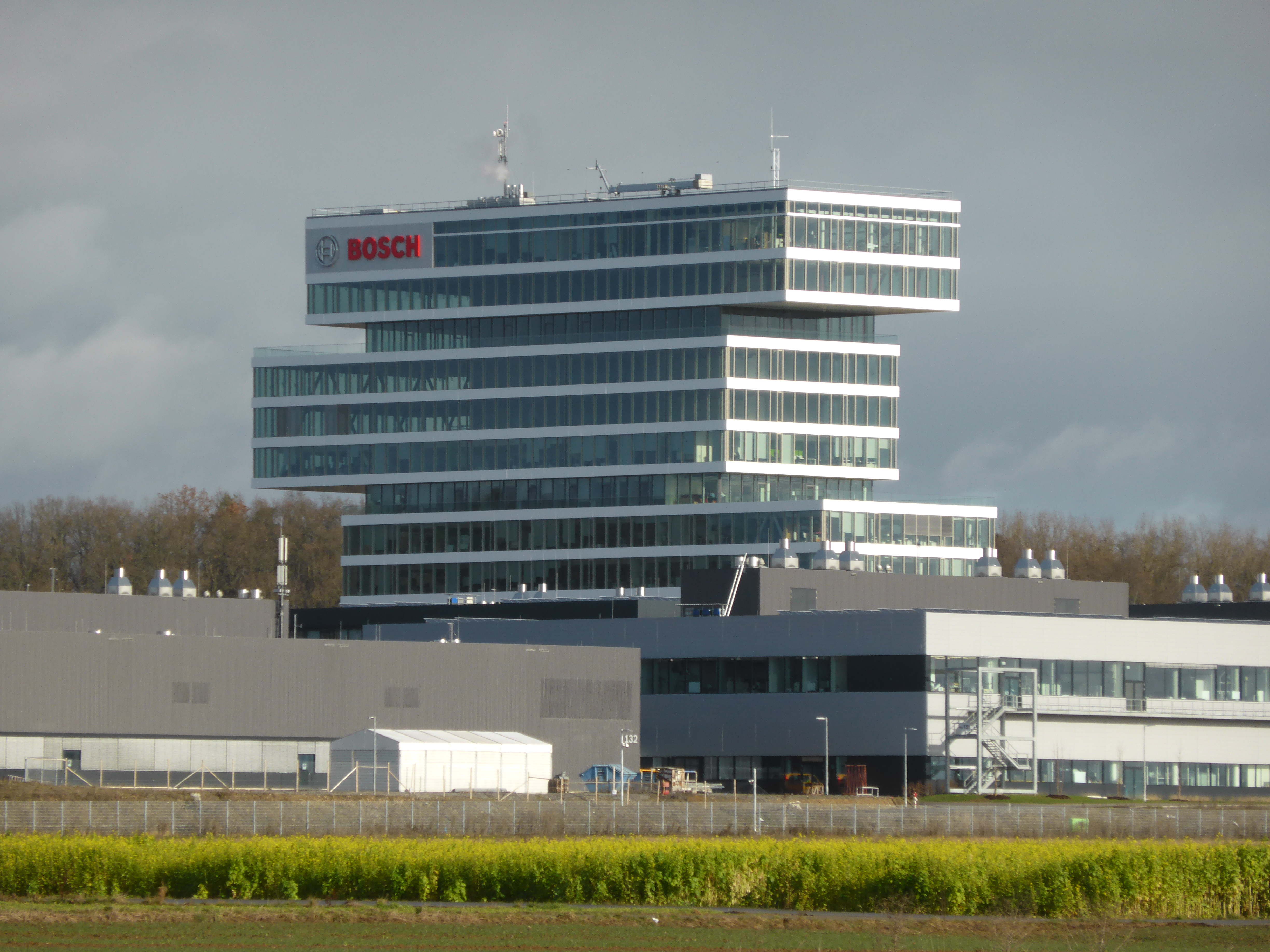
Das Bosch-Entwicklungszentrum am Flugplatz

Bosch erwarb um 2010 einen Teil des Flugplatzgeländes, um ein „Zentrum für Forschung und Vorausentwicklung“ aufzubauen. Ein entsprechendes Eckpunktepapier war am 3. September 2009 unterzeichnet worden. Das Gelände umfasst insgesamt 95 ha, davon sollte Bosch zunächst 31 ha im Norden und 9 ha im Süden erwerben. Die Abrissarbeiten der Militärgebäude begannen im Februar 2011. Bosch investierte rund 310 Millionen Euro, das Zentrum wurde 2014 mit rund 1200 Mitarbeitern in Betrieb genommen. Den Mittelteil erwarb das Land Baden-Württemberg, ihn dürfen Bundeswehr und US-Streitkräfte längstens bis 2029 als Übungsgelände weiter nutzen. Die Weiternutzung für den Segelflug ist für mindestens zehn Jahre vereinbart.

## Ehemalige Ausstattung und Nutzung

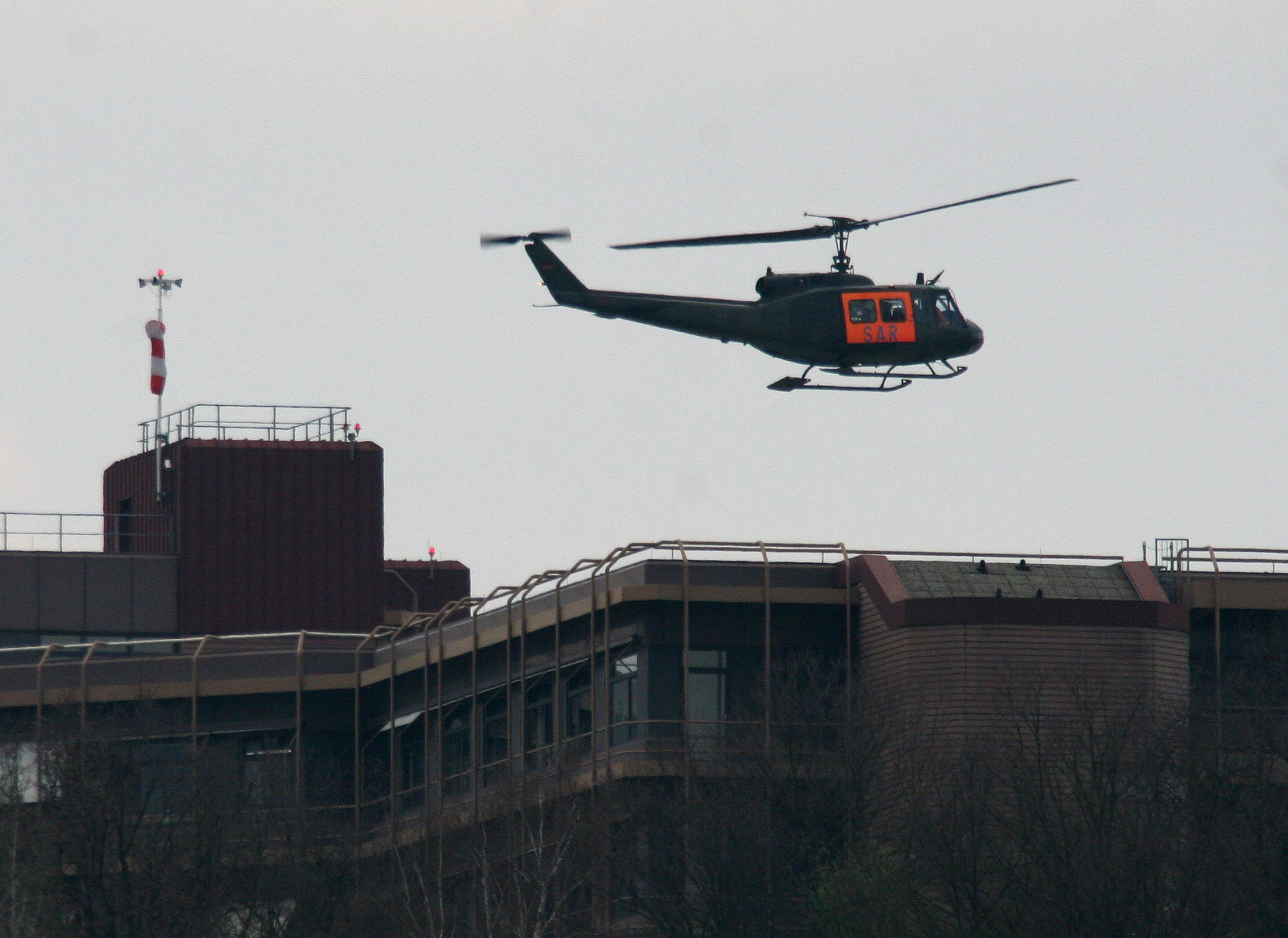
Start des Malmsheimer SAR-Hubschraubers nach einem Einsatz vom Universitätsklinikum Tübingen

Bis zum Abriss der Militärgebäude war der Nordteil des Geländes umzäunt. Dort war von 1998 bis 2010 ein Bell UH-1D (SAR-Kommando 46) des Such- und Rettungsdienstes der Bundeswehr einsatzbereit stationiert. Der Helikopter war im Gegensatz zu vielen zivilen Rettungshubschraubern nachtflugtauglich und mit einer Rettungswinde ausgestattet und hat, wenn erforderlich, den zivilen Rettungsdienst unterstützt. Sein Einsatzgebiet deckte Baden-Württemberg und Teile Bayerns, Hessens, Rheinland-Pfalz' und des Saarlands mit einer Hilfsfrist von 45 Minuten ab.

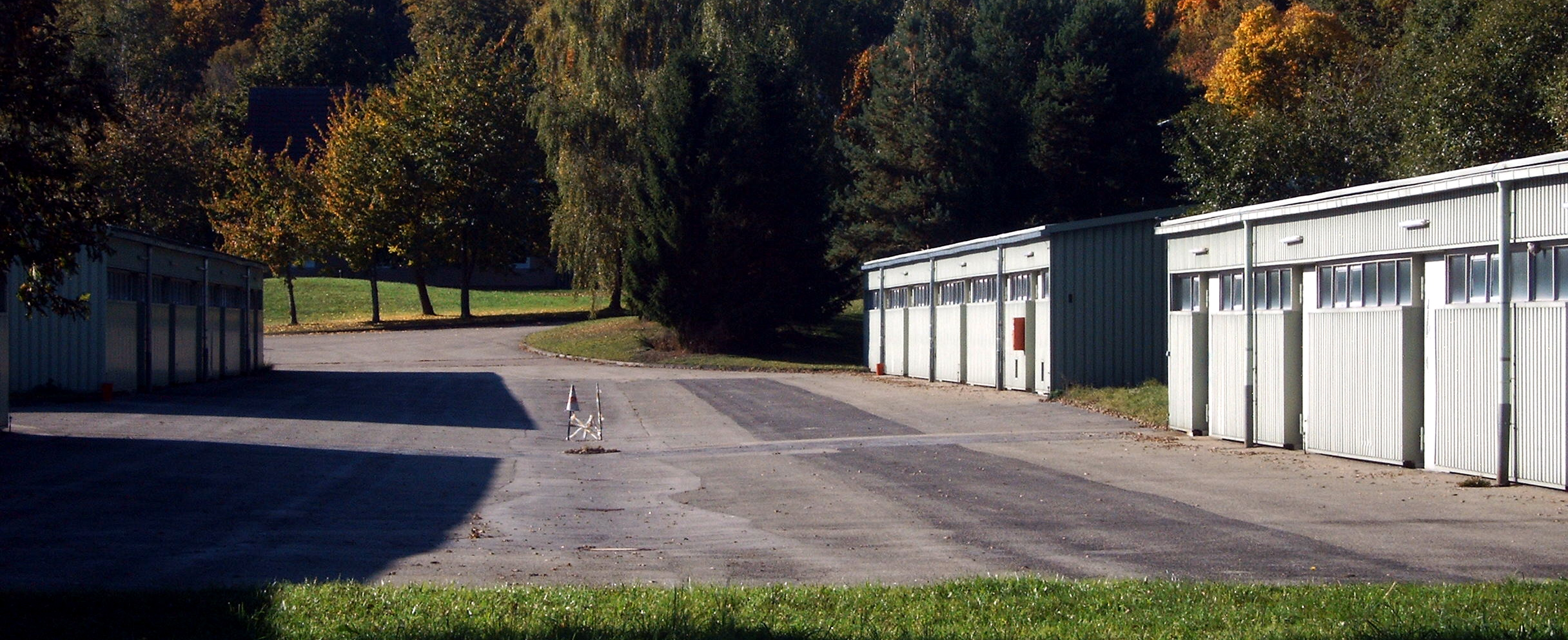
Lagerhallen (2010)

Nutzung für Absetzübungen

Weitere Gebäude im Norden dienten dem Heer bis um 2009 als Lager für Ausrüstungsgegenstände der Heimatschutzbrigade 65 für den Mobilmachungsfall. Das im nahegelegenen Calw stationierte Kommando Spezialkräfte und das in den Patch Barracks in Stuttgart-Vaihingen stationierte Special Operations Command Europe der US-Streitkräfte nutzen das Gelände für Fallschirmsprungübungen.
Die rund 800 Meter Betonpiste war eine Reservepiste. Sie ist eingezäunt und wird von Bosch genutzt. Die westliche Hälfte ist derzeit am Wochenende für die Bevölkerung als Freizeitbereich geöffnet.
Seit 2002 findet jedes Jahr Anfang Oktober ein Drachenfest mit internationalem Wettbewerb auf dem Gelände des Flugplatzes statt.
Der Eisenbahnanschluss ist außer Betrieb, die Strecke teilweise von der in den 1990er Jahren gebauten Renninger Nordrandstraße überbaut, und der Anschluss an den Bahnhof Renningen ist teilweise zurückgebaut.